# Vingvial
Vingvial (Lathyrus heterophyllus) är en ört i familjen ärtväxter.

## Utbredning
Förekommer i södra Sverige (sällsynt) och söderut till Portugal, västra  Medelhavsområdet, Alperna, Tjeckien, Polen och Tyskland. Den växer ofta i skogsbryn och skogsbackar. Odlas som prydnadsväxt.

## Beskrivning
Flerårig klängande ört, till över 2 m. Stjälken och bladskaften är brett vingkantade. Stiplerna är bredare än stjälken. Blad parbladiga med 1-2 bladpar och ett grenigt klänge. De nedre bladen har vanligen bara ett bladpar medan de övre har två. Blommorna sitter i mångblommiga, skaftade klasar i bladvecken. Krona 12-22 mm, klart rosa. Frukten är en mångfröig balja. Blommar i juli-augusti.
Två varianter har noterats:
- var. heterophyllus - har både enpariga och tvåpariga blad.
- var. unijugus Koch, 1846 - har endast enpariga blad.

Vingvial kan förväxlas med rosenvial (L. latifolius); den senare har större blommor, smalare blad och färre frön per balja. Den kan också förväxlas med backvial (L. sylvestris) som har stipler som är smalare än den vingkantade stjälken och blommor som oftast inte är klara i färgen.

## Etymologi
Artepitetet heterophyllus är en latinisering av grekiska heteros = olika och fyllon = blad, alltså "med olika blad" och syftar på att antalet småblad på övre och undre huvudblad är olika.
Det svenska begynnelseledet bälg på bälgärter/bälgsärter har ett dialektalt samband med buk = mage med anledning av frönas användning inom traditionell medicin för behandling av bukrev. Detta rev är en gammal samlande beteckning på diverse magsjukdomar, exempelvis kolik, blindtarmsinflammation, magsår, förstoppning, gallsten m m. 

## Synonymer

### Vetenskapliga
- var. heterophyllus
  - Lathyrus latifolius subsp. heterophyllus (L.) C.Asmussen, 1998
  - Lathyrus sylvestris subsp. heterophyllus (L.) Bonnier & Layens, 1894
- var. unijugus
  - Lathyrus sylvestris subsp. heterophyllus var. unijugus (Koch) P. Fourn., 1937

### Svenska
- Bälg(s)ärter (avser fröna, traditionellt namn i Västergötland) [1]